# Bathurst (Australien)
 For alternative betydninger, se Bathurst. (Se også artikler, som begynder med Bathurst)
Bathurst er en by i delstaten New South Wales i Australien med 36.230 (2021) indbyggere. Byen blev grundlagt i 1815, og er derfor Australiens næst ældste by efter Sydney. Her blev der også fundet guld i 1851. Dette var det første guldfund i Australien og havde meget at sige om landet politisk og økonomisk.